# FIFA Futsal World Cup 2024
La Coppa del Mondo 2024 di calcio a 5 (in inglese FIFA Futsal World Cup 2024, in uzbeco Futzal boʻyicha 2024-yilgi jahon chempionati) è stata la 10ª edizione del torneo e si è disputata dal 14 settembre al 6 ottobre 2024 in Uzbekistan. La coppa è stata vinta, per la sesta volta, dal Brasile che, in un'inedita finale tra due formazioni sudamericane, ha superato l'Argentina per 2-1.

## Squadre partecipanti
| Confederazione                                                    | Torneo di qualificazione          | Qualificate   | Data             | Pres. | Ult. | Miglior risultato                            |
| ----------------------------------------------------------------- | --------------------------------- | ------------- | ---------------- | ----- | ---- | -------------------------------------------- |
| AFC (Asia) (Organizzatrice + 4 squadre)                           | Nazione ospitante                 | Uzbekistan    | 23 giugno 2023   | 3ª    | 2021 | Ottavi di finale (2021)                      |
| AFC (Asia) (Organizzatrice + 4 squadre)                           | Coppa d'Asia 2024                 | Afghanistan   | 28 aprile 2024   | 1ª    | /    | Esordiente                                   |
| AFC (Asia) (Organizzatrice + 4 squadre)                           | Coppa d'Asia 2024                 | Iran          | 24 aprile 2024   | 9ª    | 2021 | 3º posto (2016)                              |
| AFC (Asia) (Organizzatrice + 4 squadre)                           | Coppa d'Asia 2024                 | Tagikistan    | 24 aprile 2024   | 1ª    | /    | Esordiente                                   |
| AFC (Asia) (Organizzatrice + 4 squadre)                           | Coppa d'Asia 2024                 | Thailandia    | 24 aprile 2024   | 7ª    | 2021 | Ottavi di finale (2012, 2016, 2021)          |
| CAF (Africa) (3 squadre)                                          | Coppa delle nazioni africane 2024 | Angola        | 19 aprile 2024   | 2ª    | 2021 | Fase a gironi (2021)                         |
| CAF (Africa) (3 squadre)                                          | Coppa delle nazioni africane 2024 | Libia         | 21 aprile 2024   | 3ª    | 2012 | Fase a gironi (2008, 2012)                   |
| CAF (Africa) (3 squadre)                                          | Coppa delle nazioni africane 2024 | Marocco       | 19 aprile 2024   | 4ª    | 2021 | Quarti di finale (2021)                      |
| CONCACAF (America Centrale, Settentrionale e Caraibi) (4 squadre) | CONCACAF Futsal Championship 2024 | Costa Rica    | 17 aprile 2024   | 6ª    | 2021 | Ottavi di finale (2016)                      |
| CONCACAF (America Centrale, Settentrionale e Caraibi) (4 squadre) | CONCACAF Futsal Championship 2024 | Cuba          | 17 aprile 2024   | 6ª    | 2016 | Fase a gironi (1996, 2000, 2004, 2008, 2016) |
| CONCACAF (America Centrale, Settentrionale e Caraibi) (4 squadre) | CONCACAF Futsal Championship 2024 | Guatemala     | 17 aprile 2024   | 6ª    | 2021 | Fase a gironi (2000, 2008, 2012, 2016, 2021) |
| CONCACAF (America Centrale, Settentrionale e Caraibi) (4 squadre) | CONCACAF Futsal Championship 2024 | Panama        | 17 aprile 2024   | 4ª    | 2021 | Ottavi di finale 2012                        |
| CONMEBOL (Sud America) (4 squadre)                                | Copa América 2024                 | Brasile       | 6 febbraio 2024  | 10ª   | 2021 | Campione (1989, 1992, 1996, 2008, 2012)      |
| CONMEBOL (Sud America) (4 squadre)                                | Copa América 2024                 | Argentina     | 6 febbraio 2024  | 10ª   | 2021 | Campione (2016)                              |
| CONMEBOL (Sud America) (4 squadre)                                | Copa América 2024                 | Paraguay      | 7 febbraio 2024  | 8ª    | 2021 | Quarti di finale (2016)                      |
| CONMEBOL (Sud America) (4 squadre)                                | Copa América 2024                 | Venezuela     | 7 febbraio 2024  | 2ª    | 2021 | Ottavi di finale (2021)                      |
| OFC (Oceania) (1 squadra)                                         | OFC Futsal Cup 2023               | Nuova Zelanda | 7 ottobre 2023   | 1ª    | /    | Esordiente                                   |
| UEFA (Europa) (7 squadre)                                         | Qualificazioni europee 2024       | Kazakistan    | 14 dicembre 2023 | 4ª    | 2021 | 4º posto (2021)                              |
| UEFA (Europa) (7 squadre)                                         | Qualificazioni europee 2024       | Francia       | 14 dicembre 2023 | 1ª    | /    | Esordiente                                   |
| UEFA (Europa) (7 squadre)                                         | Qualificazioni europee 2024       | Portogallo    | 15 dicembre 2023 | 7ª    | 2021 | Campione (2021)                              |
| UEFA (Europa) (7 squadre)                                         | Qualificazioni europee 2024       | Spagna        | 15 dicembre 2023 | 10ª   | 2021 | Campione (2000, 2004)                        |
| UEFA (Europa) (7 squadre)                                         | Qualificazioni europee 2024       | Ucraina       | 20 dicembre 2023 | 6ª    | 2016 | 4º posto (1996)                              |
| UEFA (Europa) (7 squadre)                                         | Qualificazioni europee 2024       | Croazia       | 16 aprile 2024   | 2ª    | 2000 | 5º posto (2000)                              |
| UEFA (Europa) (7 squadre)                                         | Qualificazioni europee 2024       | Paesi Bassi   | 17 aprile 2024   | 5ª    | 2000 | 2º posto (1989)                              |

## Fase finale

### Scelta della sede
8 federazioni hanno espresso interesse nell'ospitare l'evento:

AFC
-  Vietnam
-  Iran
-  India

CAF
-  Marocco

CONCACAF
-  Messico
-  Stati Uniti d'America
-  Guatemala

UEFA
-  Russia

Il 23 giugno 2023, il Consiglio FIFA ha assegnato l'organizzazione della Coppa del Mondo all'Uzbekistan, che ha superato la più quotata candidatura del Marocco.

### Sorteggio
Il sorteggio dei gruppi si è svolto il 26 maggio 2024 a Samarcanda. 
| 1ª urna                                                  | 2ª urna                                                | 3ª urna                                                           | 4ª urna                                        |
| -------------------------------------------------------- | ------------------------------------------------------ | ----------------------------------------------------------------- | ---------------------------------------------- |
| Uzbekistan (A1) Brasile Portogallo Spagna Iran Argentina | Marocco Kazakistan Thailandia Francia Ucraina Paraguay | Croazia Nuova Zelanda Venezuela Afghanistan Costa Rica Tagikistan | Paesi Bassi Guatemala Panama Angola Libia Cuba |

## Fase a gironi

### Criteri di classificazione
- 1) punti ottenuti in tutti gli incontri
- 2) differenza reti in tutti gli incontri
- 3) numero di reti segnate in tutti gli incontri

Se due o più squadre sono in condizione di parità dopo l'applicazione dei criteri precedenti si applicano i criteri sottostanti:
- 4) punti ottenuti negli incontri tra le squadre interessate
- 5) differenza reti negli incontri tra le squadre interessate
- 6) numero di reti segnate negli incontri tra le squadre interessate
- 7) punti fair play in tutti gli incontri: -1 punto per ogni cartellino giallo, -3 punti per ogni espulsione indiretta, -4 punti per ogni espulsione diretta, -5 punti per ogni cartellino giallo ed espulsione diretta
- 8) sorteggio

### Gruppo A
| Squadra     | P.ti | G | V | N | P | GF | GS | DR |
| ----------- | ---- | - | - | - | - | -- | -- | -- |
| Paraguay    | 6    | 3 | 2 | 0 | 1 | 11 | 8  | +3 |
| Paesi Bassi | 5    | 3 | 1 | 2 | 0 | 10 | 7  | +3 |
| Costa Rica  | 4    | 3 | 1 | 1 | 1 | 9  | 10 | -1 |
| Uzbekistan  | 1    | 3 | 0 | 1 | 2 | 7  | 12 | -5 |

| Arbitro: | Pornnarong Grairod |

|                                                                                      |           |                                   |
| Ja. Salas 00'49"’ Méndez 10'01"’ Pascottini 10'14"’ Báez 23'26"’ F. Martinez 38'14"’ | Marcatori | 06'08"’ Cabalceta 16'42"’ Cubillo |

| Arbitro: | Khalid Hnich |

|                                                  |           |                                                |
| Tulkinov 15'18"’ Ropiev 35'46"’ Nishonov 39'11"’ | Marcatori | 03'17"’ Ceyar 27'12"’ (rig.), 36'28"’ Ouaddouh |

| Arbitro: | Lautaro Romero |

|                                   |           |                                    |
| Ceyar 06'15"’ (aut.) León 31'38"’ | Marcatori | 18'51"’ Bouzambou 20'32"’ Ouaddouh |

| Arbitro: | Reinier Fiss |

|                  |           |                                                                     |
| Nishonov 35'00"’ | Marcatori | 15'49"’ Espinoza 16'03"’ Baez 23'10"’ F. Martinez 25'19"’ Ja. Salas |

| Arbitro: | Anelize Schulz |

|                                                                                |           |                                                 |
| Cubillo 03'13"’ León 19'18"’ Chavarría 31'30"’ Cabalceta 32'08"’ Salas 37'16"’ | Marcatori | 13'36"’ Adilov 26'07"’ Hamroev 29'33"’ Berkinov |

| Arbitro: | Hiroyuki Kobayashi |

|                                                                 |           |                                   |
| Martinus 06'22"’ Cretier 07'15"’, 34'27"’ Chih 27'28"’, 36'31"’ | Marcatori | 16'11"’ Pascottini 22'32"’ Suárez |

### Gruppo B
| Squadra    | P.ti | G | V | N | P | GF | GS | DR  |
| ---------- | ---- | - | - | - | - | -- | -- | --- |
| Brasile    | 9    | 3 | 3 | 0 | 0 | 27 | 2  | +25 |
| Thailandia | 6    | 3 | 2 | 0 | 1 | 13 | 15 | -2  |
| Croazia    | 3    | 3 | 1 | 0 | 2 | 9  | 10 | -1  |
| Cuba       | 0    | 3 | 0 | 0 | 3 | 5  | 27 | -22 |

| Arbitro: | Cristian Espíndola |

|                 |           |                                        |
| Sekulić 30'33"’ | Marcatori | 02'45"’ Osamanmusa 29'15"’ Jungwongsuk |

| Arbitro: | Ondřej Černý |

| |           |  |
| Marcel 01'18"’, 22'25"’, 32'54"’ Neguinho 10'41"’ Marlon 12'16"’, 22'52"’, 38'40"’ F. Valério 12'46"’ Pito 24'06"’ Arthur 27'30"’ | Marcatori |  |

| Arbitro: | Cristiano Cardoso |

| |           |                                                                            |
| Aransanyalak 05'10"’ Ronnachai 11'57"’ Suphawut 13'58"’, 25'49"’ Praphaphan 28'03"’, 28'32"’ Osamanmusa 28'57"’, 36'07"’ Chaemcharoen 31'21"’ Phalaphruek 38'13"’ | Marcatori | 03'48"’ Valiente 15'10"’, 36'42"’ Morejon 15'18"’ Cotilla 29'20"’ Martínez |

| Arbitro: | Ebrahim Mehrabi Afshar |

| |           |                   |
| Pito 12'34"’, 24'17"’ Dyego 16'17"’ Marcel 17'08"’, 23'13"’ Neguinho 18'14"’ Arthur 28'43"’ R. Santos 36'25"’ | Marcatori | 14'12"’ Marinović |

| Arbitro: | Diego Molina |

|                    |           | |
| Osamanmusa 19'18"’ | Marcatori | 05'37"’, 19'29"’, 35'03"’ Marcel 10'00"’ F. Valério 22'12"’, 30'33"’ Pito 23'25"’ Marlon 26'00"’ (aut.) Wongkaeo 36'47"’ Ferrão |

| Arbitro: | Nicola Manzione |

|  |           |                                                                                               |
|  | Marcatori | 01'24"’, 26'16"’ Čekol 12'41"’ Vukmir 22'35"’, 30'51"’ Perić 24'59"’ Marinović 30'19"’ Mataja |

### Gruppo C
| Squadra     | P.ti | G | V | N | P | GF | GS | DR  |
| ----------- | ---- | - | - | - | - | -- | -- | --- |
| Argentina   | 9    | 3 | 3 | 0 | 0 | 18 | 7  | +11 |
| Ucraina     | 6    | 3 | 2 | 0 | 1 | 12 | 10 | +2  |
| Afghanistan | 3    | 3 | 1 | 0 | 2 | 8  | 10 | -2  |
| Angola      | 0    | 3 | 0 | 0 | 3 | 11 | 22 | -11 |

| Arbitro: | Dejan Veselič |

| |           |                                                                      |
| Mahmoodi 01'01"’ Qanbari 06'15"’ Mohammadi 09'10"’ Norowzi 13'15"’ Kazemi 15'46"’ Hossein Poor 39'21"’ | Marcatori | 02'23"’ (aut.) Safari 06'52"’, 35'53"’ Adérito 39'37"’ (aut.) Moradi |

| Arbitro: | Anthony Riley |

|                                                                                                   |           |                 |
| Arrieta 18'05"’ (rig.), 31'31"’ Brandi 18'24"’ Rosa 20'35"’ Borruto 29'43"’, 39'47"’ Bolo 37'53"’ | Marcatori | 17'27"’ Šoturma |

| Arbitro: | Ran An |

|                             |           | |
| Helber 16'59"’ Vedo 39'10"’ | Marcatori | 06'58"’ (rig.) Zhuk 12'49"’, 15'34"’ Korsun 25'29"’ Melnyk 27'23"’ Zvaryč 31'54"’ Černjavs'kyj 39'53"’ Shved |

| Arbitro: | Eduardo Fernandes |

|                       |           |                          |
| Rosa 02'46"’, 32'14"’ | Marcatori | 31'50"’ (aut.) Sarmiento |

| Arbitro: | Jorge Flores |

|                                                                   |           |                 |
| Zhuk 14'01"’ (rig.) Abakšyn 15'05"’ Zvaryč 36'57"’ Korsun 37'17"’ | Marcatori | 25'04"’ Gholami |

| Arbitro: | Chris Sinclair |

|                                                                              |           | |
| Cambangula 00'55"’, 01'59"’, 09'56"’ Claudino 31'45"’ (aut.) Adérito 32'53"’ | Marcatori | 06'02"’, 16'12"’, 33'25"’, 33'31"’, 34'22"’ Brandi 12'35"’ Borruto 17'41"’ Arrieta 30'48"’ Tripodi 32'34"’ Claudino |

### Gruppo D
| Squadra       | P.ti | G | V | N | P | GF | GS | DR  |
| ------------- | ---- | - | - | - | - | -- | -- | --- |
| Spagna        | 7    | 3 | 2 | 1 | 0 | 16 | 2  | +14 |
| Kazakistan    | 7    | 3 | 2 | 1 | 0 | 15 | 2  | +13 |
| Libia         | 3    | 3 | 1 | 0 | 2 | 4  | 13 | -9  |
| Nuova Zelanda | 0    | 3 | 0 | 0 | 3 | 2  | 20 | -18 |

| Arbitro: | Anatoliy Rubakov |

|                 |           |                                                |
| Ditfort 39'34"’ | Marcatori | 06'39"’ Khamis 28'16"’ Zreeg 39'22"’ Abuksheam |

| Arbitro: | Roberto López |

|                  |           |                |
| Gordillo 16'23"’ | Marcatori | 00'05"’ Orazov |

| Arbitro: | Daniel Rodríguez |

|                |           |                                                                        |
| Khamis 16'24"’ | Marcatori | 14'52"’ (aut.) Alghoul 16'51"’ Orazov 17'40"’ Rashit 34'40"’ Akbalikov |

| Arbitro: | Mohamed Youssef |

|                                                                                                   |           |               |
| Mellado 11'14"’ R. Gómez 20'18"’ Catela 24'26"’, 31'00"’, 32'04"’ Gordillo 25'12"’ Campos 29'50"’ | Marcatori | 05'58"’ Twigg |

| Arbitro: | Ricardo Lay |

| |           |  |
| Turegazin 08'14"’ Daribay 11'44"’ Knaub 14'18"’, 15'50"’, 20'22"’, 22'25"’, 36'09"’ Léo Jaraguá 20'46"’, 29'36"’ Wisnewski 30'42"’ (aut.) | Marcatori |  |

| Arbitro: | Fahad Alhosani |

|  |           | |
|  | Marcatori | 08'56"’, 15'54"’, 27'31"’ Mellado 09'43"’ Fernández 14'38"’, 28'19"’ Cortés 18'46"’ Catela 31'48"’ Gordillo |

### Gruppo E
| Squadra    | P.ti | G | V | N | P | GF | GS | DR  |
| ---------- | ---- | - | - | - | - | -- | -- | --- |
| Portogallo | 9    | 3 | 3 | 0 | 0 | 17 | 4  | +13 |
| Marocco    | 6    | 3 | 2 | 0 | 1 | 11 | 9  | +2  |
| Panama     | 3    | 3 | 1 | 0 | 2 | 12 | 19 | -7  |
| Tagikistan | 0    | 3 | 0 | 0 | 3 | 7  | 15 | -8  |

| Arbitro: | Ryan Shepheard |

| |           |                         |
| Peñaloza 04'37"’ (aut.) Afonso 05'11"’, 15'48"’ B. Coelho 07'48"’ Paçó 10'59"’ Mendonça 11'33"’ A. Coelho 16'42"’, 28'51"’ Kutchy 19'27"’ Varela 36'16"’ | Marcatori | 34'05"’ (rig.) Maquensi |

| Arbitro: | Oriana Zambrano |

|                                  |           |                                                                    |
| Rizomov 33'02"’ Sardorov 38'11"’ | Marcatori | 00'23"’, 28'24"’ Boumezou 36'53"’ Charraoui 37'26"’ Raiss El Fenni |

| Arbitro: | Daniel Manrique |

|                                                                                       |           |                                               |
| El Mesrar 01'31"’, 38'28"’ Charraoui 05'38"’, 16'22"’ Raiss El Fenni 21'56"’, 35'31"’ | Marcatori | 15'36"’ Ortiz 26'44"’ Campos 32'23"’ Maquensi |

| Arbitro: | Jorge Flores |

|                                               |           |                              |
| Varela 01'31"’ Zicky 10'17"’ Mendonça 27'56"’ | Marcatori | 26'38"’ Aliev 39'58"’ Soliev |

| Arbitro: | Rafael Villalba |

|                   |           |                                                                 |
| El Mesrar 33'33"’ | Marcatori | 01'59"’ Mendonça 18'09"’ (rig.), 21'08"’ B. Coelho 38'27"’Zicky |

| Arbitro: | Damian Grabowski |

| |           |                                                    |
| Salomov 13'10"’ (aut.) Forero 13'35"’ Milord 19'54"’ Maquensi 30'39"’ Caballero 37'15"’, 38'38"’ Castrellón 38'01"’, 38'17"’ | Marcatori | 04'39"’ Alimakhmadov 26'09"’ Rizomov 34'07"’ Yorov |

### Gruppo F
| Squadra   | P.ti | G | V | N | P | GF | GS | DR  |
| --------- | ---- | - | - | - | - | -- | -- | --- |
| Iran      | 9    | 3 | 3 | 0 | 0 | 20 | 6  | +14 |
| Francia   | 6    | 3 | 2 | 0 | 1 | 14 | 10 | +4  |
| Venezuela | 3    | 3 | 1 | 0 | 2 | 11 | 17 | -6  |
| Guatemala | 0    | 3 | 0 | 0 | 3 | 10 | 22 | -12 |

| Arbitro: | Nikola Jeli |

|                                                                                          |           |                    |
| Aghapour 07'00"’, 22'07"’ Karimi 09'54"’, 12'43"’ Azimi 18'55"’, 38'27"’ Davoudi 26'25"’ | Marcatori | 14'08"’ M. Francia |

| Arbitro: | Aymen Kammoun |

|                                                   |           |                                                                                                  |
| Sandoval 01'02"’ Alvarado 09'35"’ P. Ruíz 19'25"’ | Marcatori | 12'33"’, 17'25"’ Tchaptchet 20'06"’ Mouhoudine 30'10"’ K. Ramírez 31'39"’ Mohammed 36'04"’ Lutin |

| Arbitro: | Alejandro Martínez |

| |           |                                                              |
| Abbasi 05'55"’, 26'30"’, 39'15"’ Aghapour 10'14"’, 20'58"’ Tayebi 13'15"’, 36'08"’ Azimi 24'22"’ Karimi 31'34"’ | Marcatori | 05'42"’, 14'32"’ P. Ruíz 19'30"’ Sandoval 37'16"’ E. Santizo |

| Arbitro: | Trương Quốc Dũng |

| |           |                                           |
| Menendez 05'23"’ Saadaoui 16'02"’ K. Ramírez 18'34"’, 37'38"’ M. Touré 25'49"’ Lutin 32'13"’ Belhaj 38'58"’ | Marcatori | 21'49"’, 13'03"’ Briceño 13'59"’ Viamonte |

| Arbitro: | Tarek Elkhataby |

|                    |           |                                                                 |
| M.S. Touré 36'28"’ | Marcatori | 24'25"’, 36'23"’ Aghapour 27'16"’ Oladghobad 29'19"’ Rafieipour |

| Arbitro: | Daniel Matković |

|                                                                                                  |           |                                                 |
| Briceño 00'40"’, 32'37"’, 35'56"’ Cabarcas 17'49"’ Carreño 24'42"’ Viamonte 26'37"’ Sanz 34'35"’ | Marcatori | 15'34"’ Paniagua 31'16"’ Sandoval 39'28"’ Tagre |

### Confronto tra le terze classificate
| Gru. | Squadra     | Pt | G | V | N | P | GF | GS | DR |
| ---- | ----------- | -- | - | - | - | - | -- | -- | -- |
| A    | Costa Rica  | 4  | 3 | 1 | 1 | 1 | 9  | 10 | -1 |
| B    | Croazia     | 3  | 3 | 1 | 0 | 2 | 9  | 10 | -1 |
| C    | Afghanistan | 3  | 3 | 1 | 0 | 2 | 8  | 10 | -2 |
| F    | Venezuela   | 3  | 3 | 1 | 0 | 2 | 11 | 17 | -6 |
| E    | Panama      | 3  | 3 | 1 | 0 | 2 | 12 | 19 | -7 |
| D    | Libia       | 3  | 3 | 1 | 0 | 2 | 4  | 13 | -9 |

Regole per la classificazione: 1) punti; 2) differenza reti; 3) reti segnate; 4) punti fair play; 5) sorteggio

## Fase ad eliminazione diretta
|  | Ottavi di finale | Ottavi di finale | Ottavi di finale |           |            | Quarti di finale | Quarti di finale | Quarti di finale |         |         | Semifinali | Semifinali | Semifinali |                 |                 | Finale          | Finale | Finale |  |
|  |                  |                  |                  |           |            |                  |                  |                  |         |         |            |            |            |                 |                 |                 |        |        |  |
|  | Portogallo       | Portogallo       | 1                |           |            |                  |                  |                  |         |         |            |            |            |                 |                 |                 |        |        |  |
|  | Portogallo       | Portogallo       | 1                |           |            |                  |                  |                  |         |         |            |            |            |                 |                 |                 |        |        |  |
|  | Kazakistan       | Kazakistan       | 2                |           |            |                  |                  |                  |         |         |            |            |            |                 |                 |                 |        |        |  |
|  | Kazakistan       | Kazakistan       | 2                |           | Kazakistan | Kazakistan       | 1                |                  |         |         |            |            |            |                 |                 |                 |        |        |  |
|  |                  |                  |                  |           | Kazakistan | Kazakistan       | 1                |                  |         |         |            |            |            |                 |                 |                 |        |        |  |
|  |                  |                  | Argentina        | Argentina | 6          |                  |                  |                  |         |         |            |            |            |                 |                 |                 |        |        |  |
|  | Argentina        | Argentina        | Argentina        | Argentina | 6          | 2                |                  |                  |         |         |            |            |            |                 |                 |                 |        |        |  |
|  | Argentina        | Argentina        |                  |           |            |                  |                  |                  |         |         |            |            |            |                 |                 |                 |        |        |  |
|  | Croazia          | Croazia          | 0                |           |            |                  |                  |                  |         |         |            |            |            |                 |                 |                 |        |        |  |
|  | Croazia          | Croazia          | 0                |           | Argentina  | Argentina        | 3                |                  |         |         |            |            |            |                 |                 |                 |        |        |  |
|  |                  |                  |                  |           |            |                  |                  |                  |         |         |            |            |            |                 |                 |                 |        |        |  |
|  |                  |                  | Francia          | Francia   | 2          |                  |                  |                  |         |         |            |            |            |                 |                 |                 |        |        |  |
|  | Thailandia       | Thailandia       | Francia          | Francia   | 2          | 2                |                  |                  |         |         |            |            |            |                 |                 |                 |        |        |  |
|  | Thailandia       | Thailandia       |                  |           |            |                  |                  |                  |         |         |            |            |            |                 |                 |                 |        |        |  |
|  | Francia          | Francia          | 5                |           |            |                  |                  |                  |         |         |            |            |            |                 |                 |                 |        |        |  |
|  | Francia          | Francia          | 5                |           | Francia    | Francia          | 2                |                  |         |         |            |            |            |                 |                 |                 |        |        |  |
|  |                  |                  |                  |           | Francia    | Francia          | 2                |                  |         |         |            |            |            |                 |                 |                 |        |        |  |
|  |                  |                  | Paraguay         | Paraguay  | 1          |                  |                  |                  |         |         |            |            |            |                 |                 |                 |        |        |  |
|  | Paraguay         | Paraguay         | Paraguay         | Paraguay  | 1          | 3                |                  |                  |         |         |            |            |            |                 |                 |                 |        |        |  |
|  | Paraguay         | Paraguay         |                  |           |            |                  |                  |                  |         |         |            |            |            |                 |                 |                 |        |        |  |
|  | Afghanistan      | Afghanistan      | 1                |           |            |                  |                  |                  |         |         |            |            |            |                 |                 |                 |        |        |  |
|  | Afghanistan      | Afghanistan      | 1                |           | Brasile    | Brasile          | 2                |                  |         |         |            |            |            |                 |                 |                 |        |        |  |
|  |                  |                  |                  |           |            |                  |                  |                  |         |         |            |            |            |                 |                 |                 |        |        |  |
|  |                  |                  | Argentina        | Argentina | 1          |                  |                  |                  |         |         |            |            |            |                 |                 |                 |        |        |  |
|  | Paesi Bassi      | Paesi Bassi      | Argentina        | Argentina | 1          | 1                |                  |                  |         |         |            |            |            |                 |                 |                 |        |        |  |
|  | Paesi Bassi      | Paesi Bassi      |                  |           |            | 1                |                  |                  |         |         |            |            |            |                 |                 |                 |        |        |  |
|  | Ucraina          | Ucraina          | 3                |           |            |                  |                  |                  |         |         |            |            |            |                 |                 |                 |        |        |  |
|  | Ucraina          | Ucraina          | 3                |           | Ucraina    | Ucraina          | 9                |                  |         |         |            |            |            |                 |                 |                 |        |        |  |
|  |                  |                  |                  |           | Ucraina    | Ucraina          | 9                |                  |         |         |            |            |            |                 |                 |                 |        |        |  |
|  |                  |                  | Venezuela        | Venezuela | 4          |                  |                  |                  |         |         |            |            |            |                 |                 |                 |        |        |  |
|  | Spagna           | Spagna           | Venezuela        | Venezuela | 4          | 1                |                  |                  |         |         |            |            |            |                 |                 |                 |        |        |  |
|  | Spagna           | Spagna           |                  |           |            |                  |                  |                  |         |         |            |            |            |                 |                 |                 |        |        |  |
|  | Venezuela        | Venezuela        | 2                |           |            |                  |                  |                  |         |         |            |            |            |                 |                 |                 |        |        |  |
|  | Venezuela        | Venezuela        | 2                |           | Ucraina    | Ucraina          | 2                |                  |         |         |            |            |            |                 |                 |                 |        |        |  |
|  |                  |                  |                  |           |            |                  |                  |                  |         |         |            |            |            |                 |                 |                 |        |        |  |
|  |                  |                  | Brasile          | Brasile   | 3          |                  |                  |                  |         |         |            |            |            |                 |                 |                 |        |        |  |
|  | Brasile          | Brasile          | Brasile          | Brasile   | 3          | 5                |                  |                  |         |         |            |            |            | Finale 3º posto | Finale 3º posto | Finale 3º posto |        |        |  |
|  | Brasile          | Brasile          |                  |           |            |                  |                  |                  |         |         |            |            |            |                 |                 |                 |        |        |  |
|  | Costa Rica       | Costa Rica       | 0                |           |            |                  |                  |                  |         |         |            |            |            |                 |                 |                 |        |        |  |
|  | Costa Rica       | Costa Rica       | 0                |           | Brasile    | Brasile          | 3                |                  |         | Ucraina | Ucraina    | 7          |            |                 |                 |                 |        |        |  |
|  |                  |                  |                  |           | Brasile    | Brasile          | 3                |                  |         | Ucraina | Ucraina    | 7          |            |                 |                 |                 |        |        |  |
|  |                  |                  | Marocco          | Marocco   | 1          |                  |                  | Francia          | Francia | 1       |            |            |            |                 |                 |                 |        |        |  |
|  | Iran             | Iran             | Marocco          | Marocco   | 1          | 3                |                  | Francia          | Francia | 1       |            |            |            |                 |                 |                 |        |        |  |
|  | Iran             | Iran             |                  |           |            |                  |                  |                  |         |         |            |            |            |                 |                 |                 |        |        |  |
|  | Marocco          | Marocco          | 4                |           |            |                  |                  |                  |         |         |            |            |            |                 |                 |                 |        |        |  |

### Ottavi di finale
| Arbitro: | Juan Cordero |

|                                                                                  |           |  |
| Marcel 04'37"’ F. Valério 11'09"’ Leandro Lino 27'46"’ Neguinho 35'09"’, 39'34"’ | Marcatori |  |

| Arbitro: | Daniel Rodríguez |

|                   |           |                                        |
| Bouzambou 28'54"’ | Marcatori | 05'28"’ Zvaryč 30'29"’, 39'23"’ Melnyk |

| Arbitro: | Ran An |

|                  |           |                                    |
| R. Gómez 23'53"’ | Marcatori | 12'54"’ Villalobos 38'39"’ Carreño |

| Arbitro: | Mohamed Youssef |

|                                                     |           |                  |
| F. Martinez 29'40"’ Méndez 40'51"’ Espinoza 41'02"’ | Marcatori | 14'34"’ Hossaini |

| Arbitro: | Daniel Matkovic |

|                                                       |           |                                                                                   |
| Derakhshani 03'34"’ Tayebi 20'28"’ Oladghobad 21'26"’ | Marcatori | 06'55"’ Bouzid 10'51"’ (aut.) Rafieipour 16'40"’ El Mesrar 19'29"’ Raiss El-Fenni |

| Arbitro: | Lautaro Romero |

|               |           |                                        |
| Zicky 20'16"’ | Marcatori | 10'23"’ Yesenamanov 39'46"’ Tūrsağūlov |

| Arbitro: | Anthony Riley |

|                                            |           |                                                                                         |
| Thueanklang 24'03"’ (rig.) Wingwon 32'32"’ | Marcatori | 08'00"’ Bendali 22'32"’ M.S. Touré 28'46"’ Mohammed 37'40"’ Mouhoudine 38'43"’ Saadaoui |

| Arbitro: | Anatoliy Rubakov |

|                             |           |  |
| Brandi 01'30"’ Rosa 23'09"’ | Marcatori |  |

### Quarti di finale
| Arbitro: | Alejandro Martínez |

|                                                   |           |                  |
| Marcel 11'02"’ Leandro Lino 17'01"’ Dyego 28'55"’ | Marcatori | 34'23"’ Boumezou |

| Arbitro: | Tarek Elkhataby |

| |           |                                                                   |
| Abakšyn 04'13"’, 15'06"’, 17'14"’ Šoturma 13'56"’ Shved 19'37"’ Semenčenko 20'24"’ Sukhov 26'09"’ Černjavs'kyj 31'34"’ Mykytiuk 37'51"’ | Marcatori | 05'12"’ M. Francia 15'41"’ Viamonte 16'02"’ Vidal 29'38"’ Morillo |

| Arbitro: | Jorge Flores |

|                                 |           |                     |
| Guirio 21'57"’ Mohammed 34'09"’ | Marcatori | 27'51"’ F. Martinez |

| Arbitro: | Ondřej Černý |

|                    |           |                                                                                                 |
| Tūrsağūlov 33'32"’ | Marcatori | 21'59"’ Rosa 26'39"’ Claudino 28'52"’ (rig.), 35'39"’ (rig.) Arrieta 32'02"’ Corso 33'57"’ Bolo |

### Semifinali
| Arbitro: | Anthony Riley |

|                                     |           |                                                         |
| Černjavs'kyj 17'03"’ Korsun 28'56"’ | Marcatori | 20'46"’ (aut.) Semenčenko 22'00"’, 35'50"’ (t.l.) Dyego |

| Arbitro: | Ryan Shepheard |

|                                                  |           |                                   |
| Arrieta 02'14"’, 36'33"’ (t.l.) Claudino 07'07"’ | Marcatori | 05'29"’ Menendez 24'32"’ M. Touré |

### Finale 3º posto
| Arbitro: | Daniel Rodríguez |

|                                                                                             |           |                  |
| Černjavs'kyj 10'20"’ Zvaryč 21'06"’ Zhuk 26'55"’, 27'39"’ Abakšyn 29'20"’, 29'39"’, 32'50"’ | Marcatori | 22'10"’ Saadaoui |

### Finale
| Arbitro: | Alejandro Martínez |

|                                  |           |              |
| Ferrão 05'47"’ R. Santos 12'34"’ | Marcatori | 38'00"’ Rosa |

## Premi
| Vincitore         |
| ----------------- |
| Brasile 6º titolo |

| 2º posto | Argentina |

| 3º posto | Ucraina |

| 4º posto | Francia |

| Scarpa d'oro     | Pallone d'oro        | Guanto d'oro     |
| ---------------- | -------------------- | ---------------- |
| Marcel Marques   | Dyego Zuffo          | Willian          |
| Scarpa d'argento | Pallone d'argento    | Premio Fair Play |
| Danyil Abakšyn   | Marlon               | Portogallo       |
| Scarpa di bronzo | Pallone di bronzo    |                  |
| Kevin Arrieta    | Rostyslav Semenčenko |                  |

## Marcatori
10 reti
- Marcel Marques

7 reti
- Kevin Arrieta

- Alan Brandi

- Danyil Abakšyn

6 reti
- Salar Aghapour

5 reti
- Matías Rosa

- Pito

- Arnold Knaub

- Kevin Briceño

4 reti
- Dyego Zuffo
- Marlon Araújo
- Neguinho
- Catela

- Miguel Ángel Mellado
- Soufiane El Mesrar
- Idriss Raiss El Fenni

- Francisco Martinez
- Muhammad Osamanmusa
- Ihor Černjavs'kyj

- Ihor Korsun
- Jevhenij Žuk
- Mychajlo Zvaryč

3 reti
- Adérito Barros
- João Cambangula
- Cristian Borruto
- Ángel Claudino
- Felipe Valério
- Abdessamad Mohammed
- Kevin Ramírez

- Ayoub Saadaoui
- Patrick Ruiz
- Marvin Sandoval
- Saeid Abbasi
- Behrooz Azimi
- Mahdi Karimi

- Hossein Tayebi
- Otmane Boumezou
- Soufian Charraoui
- Ismaïl Ouaddouh
- Alfonso Maquensi
- Bruno Coelho

- Erick Mendonça
- Zicky Té
- Jesús Gordillo
- Suphawut Thueanklang
- Andrij Melnyk
- Jesús Viamonte

2 reti
- Lucas Bolo
- Arthur Guilherme
- Ferrão
- Leandro Lino
- Rafael Santos
- Minor Cabalceta
- Edwin Cubillo
- Yosel León
- Kristian Čekol
- Dario Marinović
- Luka Perić
- Cristian Morejón

- Nelson Lutin
- Nicolás Menendez
- Souheil Mouhoudine
- Mamadou Siragassy Touré
- Arthur Tchaptchet
- Mamadou Touré
- Moslem Oladghobad
- Léo Jaraguá
- Birjan Orazov
- Däuren Tūrsağūlov
- Mohamed Khamis
- Saïd Bouzambou

- Mohamed Chih
- Jordy Cretier
- José Caballero
- Abdiel Castrellón
- Arnaldo Báez
- Jorge Espinoza
- Emerson Méndez
- Pedro Pascottini
- Javier Adolfo Salas
- André Coelho
- Afonso Jesus

- Pany Varela
- Francisco Cortés
- Raúl Gómez
- Samandar Rizomov
- Ronnachai Jungwongsuk
- Itticha Praphaphan
- Petro Šoturma
- Nazar Šved
- Husniddin Nishonov
- Víctor Carreño
- Milton Francia

1 rete
- Mehran Gholami
- Hamid Hossaini
- Reza Hosseinpoor
- Akbar Kazemi
- Farzad Mahmoodi
- Hussain Mohammadi
- Mahdi Norowzi
- Omid Qanbari
- Helber Garcia
- Reveldinho Santos
- Sebastián Corso
- Lucas Tripodi
- Diego Chavarría
- Jean Carlos Salas
- David Mataja
- Antonio Sekulić
- Niko Vukmir
- Dayan Cotilla
- Iduan Martínez

- Cristian Valiente
- Sid Belhaj
- Steve Bendali
- Ouassini Guirio
- Román Alvarado
- Jenner Paniagua
- Edgar Santizo
- Nelson Tagre
- Amirhossein Davoudi
- Mohammad Derakhshani
- Alireza Rafieipour
- Al'bert Akbalikov
- Akzhol Daribay
- Zhakhangir Rashit
- Rinat Turegazin
- Şıñğıs Esenamanov
- Feras Abuksheam
- Mohamed Zreeg
- Khalid Bouzid

- Jordan Ditfort
- Art Twigg
- Tevfik Ceyar
- Jordany Martinus
- Aquiles Campos
- Mario Forero
- Ruman Milord
- Abdiel Ortiz
- Lucas Suárez
- Kutchy
- Tomás Paçó
- Raúl Campos
- Adolfo Fernández
- Komron Aliyev
- Nekruz Alimakhmadov
- Fayzali Sardorov
- Bakhtiyor Soliyev
- Idris Yorov
- Krit Aransanyalak

- Apiwat Chaemcharoen
- Sarawut Phalaphruek
- Narongsak Wingwon
- Mykola Mykytjuk
- Rostyslav Semenčenko
- Oleksandr Suhov
- Maşrab Odilov
- Samariddin Berkinov
- Ilhom Hamroyev
- Ixtiyor Ropiev
- Elbek Tölqinov
- Wilmer Cabarcas
- Rafael Morillo
- Carlos Sanz
- Alfredo Vidal
- José Villalobos

1 autorete
- Javad Safari (pro Angola)
- Mohammad Moradi (pro Angola)
- Ángel Claudino (pro Angola)
- Nicolás Sarmiento (pro Afghanistan)
- Alireza Rafieipour (pro Marocco)
- Suhayb Alghoul (pro Kazakistan)

- Logan Wisnewski (pro Kazakistan)
- Tevfik Ceyar (pro Costa Rica)
- Jaime Peñaloza (pro Portogallo)
- Dilshod Salomov (pro Panama)
- Kritsada Wongkaeo (pro Brasile)
- Rostyslav Semenčenko (pro Brasile)